# Kelly Hoey
J. Kelly Hoey est une autrice et femme d'affaires américaine. 

## Carrière
Kelly Hoey commence sa carrière en 1991 en tant que juriste.
En 2009, elle devient présidente du groupe professionnel féminin de réseautage 85 Broads. En 2011, elle co-fonde un incubateur de startups, Women Innovate Mobile, dont l'objectif est de créer des entreprises de technologie mobile dont les équipes incluent des importants effectifs féminins,.
Elle siège au conseil d'administration des fonds d'investissement Laconia Capital Group et Lattice Venture. Hoey donne des cours au LIM College de New York. Enfin, elle est Chief Tech Ambassador du Girls Geek Club de New York.
En parallèle de son activité, Hoey est chroniqueuse pour Inc.com et tient son propre blog.

## Build your dream network
En janvier 2017, elle publie un livre, Build Your Dream Network. Le même mois, elle est invitée à faire une présentation sur le networking sur la chaîne CNBC.
Elle est citée par Forbes dans une liste de cinq femmes qui changent le monde de l'investissement et de l'entrepreneuriat, et par Fast Company dans une liste des 25 femmes les plus intelligentes de Twitter. 
Business Insider la cite dans la liste des cent femmes les plus influentes dans le monde de la technologie sur Twitter. Inc. l'inclut dans une liste des dix personnes avec le meilleur réseau dans le paysage new-yorkais des startups.